# Митино (электродепо)
Электродепо́ «Ми́тино» (ТЧ-16) — электродепо Московского метрополитена, обслуживающее Арбатско-Покровскую линию с 16 июня 2015 года (полноценно с 24 декабря 2016 года), располагается в конце западного радиуса Арбатско-Покровской линии в 500 метрах севернее станции метро «Пятницкое шоссе». На данный момент депо является основным для подвижного состава Арбатско-Покровской линии. Комплекс содержит 32 подобъекта общей площадью 99 011 м², таким образом, до открытия депо «Южное» Петербургского метрополитена 5 сентября 2019 года являвшись самым большим Европе, площадь которого составляет 360 000 м². Ныне оно является третьим по величине в Европе после московского электродепо «Южное», которое объединилось с московским «Братеево» и электродепо «Южное» Петербургского метрополитена.
Изначально пуск депо «Митино» был разбит на две очереди, первая из которых планировалась к завершению в конце 2013 года, вторая — к середине 2014 года. В итоге ТЧ-16 было частично переведено в режим метрополитена только к концу 2014 года, а с 16 июня 2015 года приступило к обслуживанию части западного радиуса основной линии. Полноценное обслуживание Арбатско-Покровской линии началось лишь 24 декабря 2016 года. Электродепо «Митино» стало базовым по техническому обслуживанию, текущему и среднему ремонту вагонов модели «Русич».

## Строительство и проблемы
Строительство электродепо было начато в конце 1990-х годов и вскоре заброшено. Летом 2006 года возобновилась прокладка отводных путей. В ноябре — декабре 2009 года пути были подведены к станции «Митино».
В октябре 2013 года Департамент строительства Москвы официально уведомил, что строители планируют завершить работы по возведению объектов первой очереди электродепо «Митино» до конца года, а «полностью строительство крупнейшего в Европе электродепо будет завершено к середине 2014 года».
В марте 2014 года, из-за проблем с обеспечением питания перегонных тоннелей и части (пусковая очередь) самого депо, в частности из-за наличия брака в комплекте оборудования подстанции, сроки запуска передвинули на первую половину мая. 12 мая подстанция была запущена в пробном режиме, однако самостоятельно работать так и не смогла, после чего её отключили.
23 мая 2014 года под личным руководством начальника метрополитена Ивана Беседина ожидался второй пробный запуск проблемной подстанции, но в результате переговоров подстанцию так и не приняли. После смены начальства в июле того же года, новое руководство потребовало планомерной достройки и открытия депо. Кадры были перекинуты на другие объекты.
17 октября подстанция была принята в рабочем режиме. Возникли проблемы с отсутствием трансформаторных деталей, в том числе из-за невозможности замены непоставленных из Германии деталей отечественными аналогами. Работы по депо начиная с конца октября велись с перебоями.
В ноябре 2014 года удалось испытать возможность рельсов с помощью перевода в готовые части нефа депо нескольких вагонов линии на собственной тяге. К концу 2014 года объект был переведён в режим метрополитена, к работе в нём приступили первые сотрудники.
Первую половину 2015 года депо функционировало для отстоя составов, многие канавы ещё не работали. В мае — июне был произведён тестовый запуск ремонтного цеха, а 16 июня 2015 года депо приступило к обслуживанию первого участка.

### Обслуживаемые линии
| Линия               | Период                 |
| ------------------- | ---------------------- |
| Арбатско-Покровская | 2016 — настоящее время |

## Подвижной состав

### Пассажирский подвижной состав
| Тип вагонов               | Период                 | Вагонов в составе | Состояние               |
| ------------------------- | ---------------------- | ----------------- | ----------------------- |
| 81-740.1/741.1 «Русич»    | 2016 — настоящее время | 5                 | регулярная эксплуатация |
| 81-740.1/741.1 «Акварель» | 2016—2020              | 5                 | переданы                |
| 81-740.4/741.4 «Русич»    | 2020 — настоящее время | 5                 | регулярная эксплуатация |

В депо также производится утилизация старых вагонов типа Еж3, Ем-508Т и 81-717/714.